# Pioneer (Freddie)
Pioneer (Pioniere) è un singolo del cantante ungherese Freddie, pseudonimo di Gábor Alfréd Fehérvári, pubblicato il 30 dicembre 2015 attraverso l'etichetta discografica Mistral Music. Il brano è stato scritto da Borbála Csarnai e prodotto da Zé Szabó.
Freddie è stato scelto per rappresentare l'Ungheria all'Eurovision Song Contest 2016 con Pioneer. Dopo essersi qualificato dalla prima semifinale, Freddie si è esibito nella finale, dove è arrivato diciannovesimo su 26 partecipanti ottenendo 108 punti.

## Partecipazione all'Eurovision
Freddie è stato annunciato il 15 dicembre 2015 come uno dei partecipanti ad A Dal, il programma di selezione nazionale ungherese per l'Eurovision Song Contest 2016. Dopo essersi qualificato al primo quarto di finale del 23 gennaio 2016 con 42 punti (il punteggio più alto della serata), Freddie ha partecipato alla seconda semifinale del 20 febbraio, arrivando nuovamente primo con 47 punti e passando di diritto alla finale del 27 febbraio. Qui, dopo aver passato un primo round totalizzando 34 punti da parte della giuria, è passato alla superfinale, ed è stato decretato vincitore dal televoto.
Freddie si è esibito per quarto nella prima semifinale dell'Eurovision, che si è tenuta il 10 maggio a Stoccolma. Qui si è piazzato quarto su 18 partecipanti ottenendo 197 punti. È stato terzo nel televoto con 119 punti e ottavo nel voto della giuria con 78 punti, e ha ricevuto il massimo di 12 punti dalla giuria della Repubblica Ceca. Essendo arrivato fra i primi 10 nella semifinale, Freddie si è qualificato per la finale del 14 maggio, dove ha cantato per quinto su 26 partecipanti. Qui si è piazzato diciannovesimo su 26 partecipanti, ottenendo 108 punti in totale: 56 dal televoto e 52 dalla giuria.

## Successo commerciale
Pioneer ha raggiunto la vetta della classifica dei singoli più venduti in Ungheria. In aggiunta, ha raggiunto la nona posizione nella classifica radiofonica ungherese.

## Tracce
Download digitale
1. Pioneer – 2:58

## Classifiche
| Classifica (2016) | Posizione massima |
| ----------------- | ----------------- |
| Ungheria          | 1                 |